# نتائج منتخب الجزائر لكرة القدم – 2010
تركيبات لاعبي المنتخب الجزائري لكرة القدم والنتائج لعام 2010. الإحصائيات محدثة ابتداءً من 10 مارس 2010.

## السجل
| النوع                               | لعب | فاز | تعادل | خسر | له | عليه |
| ----------------------------------- | --- | --- | ----- | --- | -- | ---- |
| كأس الأمم الأفريقية لكرة القدم 2010 | 6   | 2   | 1     | 3   | 4  | 10   |
| ودية دولية                          | 1   | 0   | 0     | 1   | 0  | 3    |
| المجموع                             | 7   | 2   | 1     | 4   | 4  | 13   |

## الهدافون
| اللاعب     | الأهداف |
| ---------- | ------- |
| رفيق صايفي | 1       |
| كريم مطمور | 1       |
| مجيد بوقرة | 1       |
| عامر بوعزة | 1       |

## نتائج المباريات
| 11 جانفي 2010 كأس الأمم الأفريقية لكرة القدم 2010 | مالاوي                                                    | 3 – 0    | الجزائر | لواندا، أنغولا                                                                       |
| 14:45 توقيت عالمي منسق                            | راسل موافوليروا 17' · إلفيس كافوتيكا 35' · ديفي باندا 48' | (Report) |         | الملعب: ملعب 11 نوفمبر الحضور: 1,000 الحكم: Badara Diatta (اتحاد السنغال لكرة القدم) |

| 14 جانفي 2010 كأس الأمم الأفريقية لكرة القدم 2010 | مالي | 0 – 1    | الجزائر       | لواندا, أنغولا                                                                        |
| 17:00 توقيت عالمي منسق                            |      | (Report) | رفيق حليش 43' | الملعب: ملعب 11 نوفمبر الحضور: 4,000 الحكم: Muhmed Ssegonga (اتحاد أوغندا لكرة القدم) |

| 18 جانفي 2010 كأس الأمم الأفريقية لكرة القدم 2010 | أنغولا | 0 - 0    | الجزائر | لواندا, أنغولا                                                                           |
| 17:00 توقيت عالمي منسق                            |        | (Report) |         | الملعب: ملعب 11 نوفمبر الحضور: 40,000 الحكم: جيروم دامون (اتحاد جنوب أفريقيا لكرة القدم) |

| 24 جانفي 2010 كأس الأمم الأفريقية لكرة القدم 2010 | ساحل العاج                            | 2 - 3 (وقت إضافي) | الجزائر                                            | كابيندا, أنغولا                                                                 |
| 20:30 توقيت عالمي منسق                            | سالومون كالو 4' · عبد القادر كيتا 89' | (Report)          | كريم مطمور 39' · مجيد بوقرة 90+2' · عامر بوعزة 92' | الملعب: ملعب تشيمانديلا الحضور: 10,000 الحكم: إدي مايلت (اتحاد سيشل لكرة القدم) |

| 28 جانفي 2010 كأس الأمم الأفريقية لكرة القدم 2010 | الجزائر | 0 - 4    | مصر                                                                               | بنغيلا, أنغولا                                                                       |
| 20:30 توقيت عالمي منسق                            |         | (Report) | حسني عبد ربه 38' (ركلة.) · محمد زيدان 65' · محمد عبد الشافي 80' · محمد ناجي 90+2' | الملعب: ملعب أومباكا الوطني الحضور: 30,000 الحكم: كوفي كودجا (اتحاد بنين لكرة القدم) |

| 30 جانفي 2010 كأس الأمم الأفريقية لكرة القدم 2010 | نيجيريا           | 1 - 0    | الجزائر | بنغيلا, أنغولا                                                                             |
| 17:00 توقيت عالمي منسق                            | فيكتور أوبينا 56' | (Report) |         | الملعب: ملعب أومباكا الوطني الحضور: 12,000 الحكم: Badara Diatta (اتحاد السنغال لكرة القدم) |

| 3 مارس 2010 مباراة ودية | الجزائر | 0 - 3    | صربيا                                                            | الجزائر (مدينة), الجزائر                                                                  |
| 19:15 توقيت عالمي منسق  |         | (Report) | ماركو بانتيليتش 16' · زدرافكو كوزمانوفيتش 55' · زوران توشيتش 65' | الملعب: ملعب 5 جويلية 1962 الحضور: 65,000 الحكم: Badara Diatta (اتحاد السنغال لكرة القدم) |

| 13 مارس 2010 2011 ANC Qualifying | ليبيا | v | الجزائر | طرابلس, ليبيا            |
| 18:00 توقيت عالمي منسق           |       |   |         | الملعب: يونيو 11 Stadium |

| 27 مارس 2010 2011 ANC Qualifying | الجزائر | v | ليبيا | الجزائر (مدينة), الجزائر   |
| 18:00 توقيت عالمي منسق           |         |   |       | الملعب: ملعب 5 جويلية 1962 |

| 28 مايو 2010 مباراة ودية | جمهورية أيرلندا | v | الجزائر | دبلن, أيرلندا          |
| 18:00 توقيت عالمي منسق   |                 |   |         | الملعب: ملعب كروك بارك |

| 4 يونيو 2010 مباراة ودية | الجزائر | v | الإمارات العربية المتحدة | الجزائر (مدينة), الجزائر   |
| 14:00 توقيت عالمي منسق   |         |   |                          | الملعب: ملعب 5 جويلية 1962 |

| 13 يونيو 2010 بطولة كأس العالم لكرة القدم 2010 | الجزائر | 0 – 1 | سلوفينيا  | بولوكوان, جنوب أفريقيا   |
| 14:30 توقيت عالمي منسق                         |         |       | كورين 79' | الملعب: ملعب بيتر موكابا |

| 18 يونيو 2010 بطولة كأس العالم لكرة القدم 2010 | إنجلترا | 0 - 0 | الجزائر | كيب تاون, جنوب أفريقيا |
| 21:30 توقيت عالمي منسق                         |         |       |         | الملعب: ملعب كيب تاون  |

| 23 يونيو 2010 بطولة كأس العالم لكرة القدم 2010 | الجزائر | 0 - 1 | الولايات المتحدة     | بريتوريا, جنوب أفريقيا       |
| 17:00 توقيت عالمي منسق                         |         |       | لاندون دونوفان 90+1' | الملعب: ملعب لوفتوس فيرسفيلد |

| 3 سبتمبر 2010 2011 ANC Qualifying | الجزائر | v | تنزانيا | الجزائر (مدينة), الجزائر   |
| 18:00 توقيت عالمي منسق            |         |   |         | الملعب: ملعب 5 جويلية 1962 |

| 8 أكتوبر 2010 2011 ANC Qualifying | جمهورية إفريقيا الوسطى | v | الجزائر | بانغي, جمهورية أفريقيا الوسطى  |
| 18:00 توقيت عالمي منسق            |                        |   |         | الملعب: ملعب بارتيليمي بوغاندا |